# Markus Adam Nickel
Markus Adam Nickel (* 9. Juni 1800 in Mainz; † 31. Oktober 1869 ebenda) war ein deutscher römisch-katholischer Theologe.

## Lebenslauf
Nach der Studien- und Priesterseminarszeit in Mainz, erfolgte seine Priesterweihe 1823. Im Jahr 1830 wurde Nickel zum Professor der Theologie und Spiritualdirektor am Priesterseminar Mainz ernannt. Die Zeit zuvor war durch den Mainzer Kreis und der Sedisvakanz auf dem Mainzer Bischofsstuhl geprägt (→ Geschichte des Bistums Mainz).
Im Jahr 1833 wurde er zum Dompfarrer ernannt. Der Mainzer Bischof Peter Leopold Kaiser berief ihn im Jahr seiner Weihe 1835 zum Seminarregens und Geistlichen Rat. 1851 wurde Nickel durch das Mainzer Domkapitel zum Domkapitular gewählt und lehrte noch als solcher fast bis zu seinem Lebensende die Homiletik und Liturgik am Seminar.

## Werke
In seinem Testament vermachte Markus Adam Nickel der Martinus-Bibliothek viele homiletische, hymnologische und liturgische Werke. Seine Hauptwerke sind:
- Die heiligen Zeiten und Feste nach ihrer Geschichte und Feier in der Kirche, 1836. Neue Ausgabe 1863. 6 Bände.[1]
- Das neue Testament. Zweck, Plan und Zergliederung aller einzelnen Bücher, 1846, 3 von 4 Bänden bei Google-Books
- Die evangelischen Perikopen, exegetisch-homiletisch bearbeitet, 1847–54, 18 Bände
- Zusammen mit Joseph Kehrein gab er heraus: Beredsamkeit der Kirchenväter nach Jos. Weissenbach, 1844, 4 Bände
- Summa der mystischen Theologie, oder: des gottseligen Thomas von Kempis vier Bücher von der Nachfolgung Christi; systematisch geordnet nach den drei Wegen: der Reinigung, Erleuchtung und Vereinigung, Mainz 1851 Google-Books